# Кубок Румунії з футболу 1992—1993
Кубок Румунії з футболу 1992—1993 — 55-й розіграш кубкового футбольного турніру в Румунії. Титул вшосте здобула Університатя (Крайова).

## 1/16 фіналу
| Команда 1                     | Рахунок      | Команда 2                  |
| ----------------------------- | ------------ | -------------------------- |
| 28 лютого 1993                |              |                            |
| Аріс (Арад) (3)               | 1:6          | Глорія (Бистриця)          |
| Селена (Бакеу) (2)            | 2:0          | Спортул Студенцеск         |
| Марамуреш (Бая-Маре) (2)      | 5:1          | Політехніка Тімішоара      |
| ІКІМ Брашов (2)               | 1:0          | Оцелул (Галац)             |
| Бучеча (4)                    | 1:5          | Інтер (Сібіу)              |
| Данубіана (Бухарест) (3)      | 1:8          | Динамо (Бухарест)          |
| Глорія (Бузеу) (2)            | 0:2          | Стяуа                      |
| Кіментул (Ф'єнь) (3)          | 0:2          | Університатя (Клуж-Напока) |
| Кимпулунг (3)                 | 1:2          | Прогресул (Бухарест)       |
| Венус (Лугой) (3)             | 0:6          | Університатя (Крайова)     |
| Стяуа (Мізіл) (2)             | 0:1          | Дачія Уніря (Бреїла)       |
| Мінерул (Мотру) (4)           | 2:1 дч       | Електропутере (Крайова)    |
| Уніря Триколор (Олтеніца) (3) | 0:0 пен. 7:8 | Петролул (Плоєшті)         |
| МЕКОНЕРГ (Онешті) (3)         | 0:3          | Рапід (Бухарест)           |
| Решица                        | 1:0          | Фарул (Констанца)          |
| Севернав (Турну-Северин) (4)  | 0:1          | Брашов                     |

## 1/8 фіналу
| Команда 1                  | Рахунок      | Команда 2                |
| -------------------------- | ------------ | ------------------------ |
| 17 березня 1993            |              |                          |
| Брашов                     | 1:1 пен. 4:2 | Селена (Бакеу) (2)       |
| ІКІМ Брашов (2)            | 2:4 дч       | Марамуреш (Бая-Маре) (2) |
| Університатя (Клуж-Напока) | 3:2          | Динамо (Бухарест)        |
| Дачія Уніря (Бреїла)       | 1:0          | Мінерул (Мотру) (4)      |
| Інтер (Сібіу)              | 1:0          | Петролул (Плоєшті)       |
| Глорія (Бистриця)          | 1:0          | Рапід (Бухарест)         |
| Університатя (Крайова)     | 1:0 дч       | Решица                   |
| 31 березня 1993            |              |                          |
| Стяуа                      | 1:0          | Прогресул (Бухарест)     |

## 1/4 фіналу
| Команда 1                | Заг. | Команда 2                  | 1-й матч | 2-й матч |
| ------------------------ | ---- | -------------------------- | -------- | -------- |
| 21/28 квітня 1993        |      |                            |          |          |
| Марамуреш (Бая-Маре) (2) | 3:2  | Інтер (Сібіу)              | 2:2      | 1:0      |
| Глорія (Бистриця)        | 2:1  | Стяуа                      | 1:0      | 1:1      |
| Дачія Уніря (Бреїла)     | 2:1  | Брашов                     | 1:0      | 1:1      |
| Університатя (Крайова)   | 4:3  | Університатя (Клуж-Напока) | 2:0      | 2:3      |

## 1/2 фіналу
| Команда 1              | Заг. | Команда 2                | 1-й матч | 2-й матч |
| ---------------------- | ---- | ------------------------ | -------- | -------- |
| 12/19 травня 1993      |      |                          |          |          |
| Дачія Уніря (Бреїла)   | 4:3  | Марамуреш (Бая-Маре) (2) | 3:2      | 1:1      |
| Університатя (Крайова) | 2:1  | Глорія (Бистриця)        | 1:0      | 1:1 дч   |

## Фінал
| 26 червня 1993 |

| Університатя (Крайова) | 2:0      | Дачія Уніря (Бреїла) |
| ---------------------- | -------- | -------------------- |
| Васк 81' Крайовяну 88' | Протокол |                      |

| Національний стадіон, Бухарест Глядачів: 10 000 Арбітр: Мірча Саломір |